# George Percy, V duca di Northumberland
Lord George Percy, V duca del Northumberland (Londra, 22 giugno 1778 – Coventry, 22 agosto 1867) è stato un politico britannico che militò nei tory.

## Biografia
Era il figlio di Algernon Percy, I conte di Beverly, e di sua moglie, Isabella Susan Burrel, figlia di Peter Burrell. Studiò al St. John's College di Cambridge. Suo padre era il figlio di Hugh Percy, I duca di Northumberland.

## Carriera
Northumberland fu un deputato del parlamento per Bere Alston (1799-1830). Nel 1830 quando successe a suo padre nella contea ed entrò nella Camera dei lord. Dal 1804 prestò servizio come Lord del Tesoro per i successivi due anni. Prestò giuramento nel Consiglio privato nel gennaio 1842 e fu nominato Capitano degli Yeomen of the Guard da Sir Robert Peel, incarico che mantenne fino alla caduta del governo nel 1846. Nel febbraio 1865, all'età di 86 anni, succedette a suo cugino come duca di Northumberland.
Northumberland è stato anche presidente della Royal National Lifeboat Institution e contribuì alla scelta matrimoniale della regina Vittoria con Alberto di Sassonia-Coburgo-Gotha.

## Matrimonio
Sposò, il 22 giugno 1801, Louisa Stuart-Wortley (?-30 giugno 1848), figlia di James-Archibald Stuart-Wortley-Mackenzie. Ebbero nove figli:
- Lady Louisa Percy (1802-23 dicembre 1883);
- Algernon James Percy (1803–1805)[7];
- Margaret Percy (1805–1810)[7];
- Henry Algernon Pitt Percy (1806–1809)[7];
- Alice Percy (1809–1819);
- Algernon Percy, VI duca di Northumberland (1810-1899);
- Lord Josceline William Percy (1811-1881), sposò Margaret Davidson, ebbero un figlio;
- Lady Margaret Percy (1813-16 maggio 1897), sposò Edward Littleton, II barone Hatherton, ebbero cinque figli;
- Lord Henry Hugh Manvers Percy (1817-1877).

## Morte
Lady Louisa morì nel giugno 1848. Egli le sopravvisse 19 anni e morì il 22 agosto 1867, all'età di 89 anni. Fu sepolto nel Northumberland Vault, all'interno dell'Abbazia di Westminster.

## Ascendenza
|                                        |               |                                        | Genitori                             |  |  | Nonni |  |  | Bisnonni          |  |  | Trisnonni                    |  |
|                                        |               |                                        |                                      |  |  |       |  |  | Langdale Smithson |  |  | Hugh Smithson, III baronetto |  |
|                                        |               |                                        |                                      |  |  |       |  |  | Langdale Smithson |  |  | Hugh Smithson, III baronetto |  |
|                                        |               | Jane Langdale                          |                                      |  |  |       |  |  | Langdale Smithson |  |  |                              |  |
| Hugh Percy, I duca di Northumberland   |               |                                        |                                      |  |  |       |  |  | Langdale Smithson |  |  |                              |  |
|                                        |               | Philadelphia Reveley                   | William Reveley                      |  |  |       |  |  |                   |  |  |                              |  |
|                                        |               | Philadelphia Reveley                   | William Reveley                      |  |  |       |  |  |                   |  |  |                              |  |
|                                        |               | Philadelphia Reveley                   | Margery Willey                       |  |  |       |  |  |                   |  |  |                              |  |
| Algernon Percy, I conte di Beverly     |               | Philadelphia Reveley                   |                                      |  |  |       |  |  |                   |  |  |                              |  |
|                                        |               | Algernon Seymour, VII duca di Somerset | Charles Seymour, VI duca di Somerset |  |  |       |  |  |                   |  |  |                              |  |
|                                        |               | Algernon Seymour, VII duca di Somerset | Charles Seymour, VI duca di Somerset |  |  |       |  |  |                   |  |  |                              |  |
|                                        |               | Algernon Seymour, VII duca di Somerset | Elizabeth Percy, baronessa Percy     |  |  |       |  |  |                   |  |  |                              |  |
| Elizabeth Seymour, II baronessa Percy  |               | Algernon Seymour, VII duca di Somerset |                                      |  |  |       |  |  |                   |  |  |                              |  |
|                                        |               | Frances Thynne                         | Henry Thynne                         |  |  |       |  |  |                   |  |  |                              |  |
|                                        |               | Frances Thynne                         | Henry Thynne                         |  |  |       |  |  |                   |  |  |                              |  |
|                                        |               | Frances Thynne                         | Grace Strode                         |  |  |       |  |  |                   |  |  |                              |  |
| George Percy, V duca di Northumberland |               | Frances Thynne                         |                                      |  |  |       |  |  |                   |  |  |                              |  |
|                                        | Peter Burrell | Peter Burrell                          |                                      |  |  |       |  |  |                   |  |  |                              |  |
|                                        | Peter Burrell | Peter Burrell                          |                                      |  |  |       |  |  |                   |  |  |                              |  |
|                                        | Peter Burrell | Isabella Merrik                        |                                      |  |  |       |  |  |                   |  |  |                              |  |
| Peter Burrell                          | Peter Burrell |                                        |                                      |  |  |       |  |  |                   |  |  |                              |  |
|                                        |               | Amy Raymond                            | Hugh Raymond                         |  |  |       |  |  |                   |  |  |                              |  |
|                                        |               | Amy Raymond                            | Hugh Raymond                         |  |  |       |  |  |                   |  |  |                              |  |
|                                        |               | Amy Raymond                            | Dinah Jones                          |  |  |       |  |  |                   |  |  |                              |  |
| Isabella Susanna Burrel                |               | Amy Raymond                            |                                      |  |  |       |  |  |                   |  |  |                              |  |
|                                        |               | John Lewis                             | …                                    |  |  |       |  |  |                   |  |  |                              |  |
|                                        |               | John Lewis                             | …                                    |  |  |       |  |  |                   |  |  |                              |  |
|                                        |               | John Lewis                             | …                                    |  |  |       |  |  |                   |  |  |                              |  |
| Elizabeth Lewis                        |               | John Lewis                             |                                      |  |  |       |  |  |                   |  |  |                              |  |
|                                        |               | …                                      | …                                    |  |  |       |  |  |                   |  |  |                              |  |
|                                        |               | …                                      | …                                    |  |  |       |  |  |                   |  |  |                              |  |
|                                        |               | …                                      | …                                    |  |  |       |  |  |                   |  |  |                              |  |
|                                        |               | …                                      |                                      |  |  |       |  |  |                   |  |  |                              |  |